# Rasmus Wengberg
Rasmus Wengberg (* 2. Dezember 1974 in Västra Ingelstad) ist ein schwedischer Badmintonspieler. 

## Karriere
Rasmus Wengberg nahm 2000 im Herreneinzel an Olympia teil. Er verlor dabei in Runde zwei und wurde somit 17. in der Endabrechnung. Bei der Europameisterschaft 2002 gewann er Bronze im Herreneinzel.

## Sportliche Erfolge
| Saison    | Veranstaltung                            | Disziplin    | Platz | Name |
| --------- | ---------------------------------------- | ------------ | ----- | --- |
| 1990/1991 | Schweden: Einzelmeisterschaft U17        | Herreneinzel | 1     | Rasmus Wengberg (LUGI) |
| 1992/1993 | Schweden: Einzelmeisterschaft U19        | Herrendoppel | 1     | Martin Hagberg / Rasmus Wengberg (Collegium / LUGI) |
| 1993      | Junioren-Europameisterschaft             | Herreneinzel | 2     | Rasmus Wengberg |
| 1993      | Junioren-Europameisterschaft             | Herrendoppel | 3     | Daniel Eriksson / Rasmus Wengberg |
| 1994/1995 | Schweden: Einzelmeisterschaft U22        | Herreneinzel | 1     | Rasmus Wengberg (IFK Umeå) |
| 1996      | Iceland International                    | Herreneinzel | 1     | Rasmus Wengberg |
| 1997      | Peru International                       | Herrendoppel | 1     | Rasmus Wengberg / Iain Sydie |
| 1997      | Peru International                       | Herreneinzel | 1     | Rasmus Wengberg |
| 1999      | Iceland International                    | Herreneinzel | 1     | Rasmus Wengberg |
| 1999      | Schweden: Internationale Meisterschaften | Herreneinzel | 2     | Rasmus Wengberg |
| 2000      | Olympia                                  | Herreneinzel | 17    | Rasmus Wengberg |
| 2000      | Swedish Open                             | Herreneinzel | 1     | Rasmus Wengberg |
| 2001/2002 | Deutsche Mannschaftsmeisterschaft        | Mannschaft   | 2     | VfB Friedrichshafen (Henrik Bengtsson, Tomas Johansson, Ingo Kindervater, Lars Paaske, Michael Pongratz, Björn Siegemund, Peter Weinert, Rasmus Wengberg, Xu Huaiwen, Bettina Mayer, Nicol Pitro, Claudia Vogelgsang) |
| 2002      | Europameisterschaft                      | Herreneinzel | 3     | Rasmus Wengberg |
| 2002/2003 | Schweden: Einzelmeisterschaft            | Herreneinzel | 1     | Rasmus Wengberg (IFK Umeå) |
| 2005      | Swedish International Stockholm          | Herreneinzel | 2     | Rasmus Wengberg |